# Los Regeneradores
'Los Regeneradores' fue un club político de la Provincia de San Juan, Argentina, a nivel nacional respaldaron inicialmente a Julio Argentino Roca y sus miembros mantuvieron cordiales relaciones con Domingo Faustino Sarmiento. Eran el grupo mayoritario del Club del Progreso, parte del Club Libertad del Pueblo que había impulsado la candidatura a gobernador de Domingo Faustino Sarmiento.

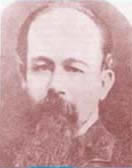
Hermógenes Ruiz, Gobernador de San Juan

Fueron la expresión provincial de la llamada Generación del 80. Fueron la principal fuerza política de la provincia y gobernaron desde 1875 hasta la Ley Sáenz Peña de 1912. Entre sus miembros se distribuían los cargos públicos, siendo múltiples los cargos ocupados por cada uno de ellos.
El club estaba integrado mayormente por jóvenes profesionales con educación universitaria obtenida en Córdoba y Buenos Aires y provenientes de familias tradicionales de la provincia.
Sus posiciones políticas se correspondían con las tesituras liberales y progresistas de la época fuertemente imbuídas de ideas de orden y paz a través de un despotismo ilustrado para facilitar el progreso. En este pensamiento reformaron la constitución provincial otorgándole un carácter más liberal. 
Las pugnas políticas con la oposición se vieron signadas por constantes revoluciones internas, alzamientos y asesinatos políticos.
Se oponían al centralismo porteño, llegando Agustín Gómez a proponer que la capital debía trasladarse a la Ciudad de Rosario. Durante la gobernación de Anacleto Gil (1881-1884) se llegó al borde de la intervención federal de la provincia, la cual fue evitada por un pacto con Roca para designar en la gobernación a Carlos Doncel, también miembro del club de los Regeneradores.

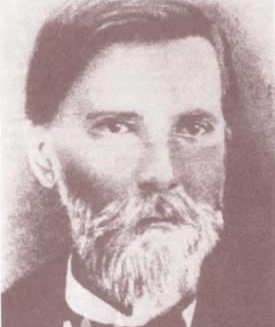
Rosauro Doncel, Gobernador de San Juan

Sus gobiernos se destacaron por el progreso de la provincia, apoyado en gran medida en la llegada del ferrocarril y de gran cantidad de inmigrantes. Se dictaron leyes de educación común, de registro civil y de matrimonio civil. Se empedraron las calles y se instaló alumbrado público, se instaló un tranvía en la ciudad y se instalaron las primeras líneas telefónicas de la provincia. Se crearon nuevos municipios. Se instalaron las primeras instituciones financieras modernas.
En el orden económico propugnaban por un modelo de país agroexportador. Se impulsó la vitivinicultura que creció enormemente en esos años dando lugar a la creación de grandes bodegas como: Doncel, Maurín, Del Bono, Graffigna, Meglioli y Cereceto. Se diversificaron los cultivos de vid y se mejoraron las técnicas de producción.
Con la llegada de gran número de inmigrantes nacieron las Sociedades de Socorros Mutuos, entre ellas la Sociedad Española, la Sociedad Italiana de Socorros Mutuos (Actual club Ausonia) y la Sociedad Obreros del Porvenir. También nacieron los primeros gremios.
La situación de los obreros y trabajadores no fue buena durante su gobierno, pero no hubo grandes conflictos ni huelgas, aunque el constante éxodo de trabajadores hacia otros centros urbanos ocasionó graves inconvenientes al desarrollo económico de la provincia.
En el ámbito cultural buscaron la creación de una identidad nacional desde la cultura apoyando visiones románticas de la Revolución de Mayo e idealizaciones de la argentina colonial.

## Miembros
Algunos de sus miembros fueron: 

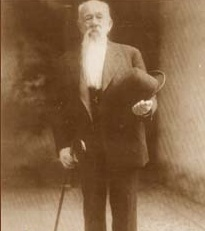
Hermógenes Ruiz, poco tiempo antes de su muerte

- Hermógenes Ruiz, Gobernador de San Juan, 1874;
- Rosauro Doncel, Gobernador de San Juan, 1878;
- Agustín Gómez, Gobernador de San Juan, 1878;
- Manuel María Moreno, Gobernador de San Juan, 1880;
- Anacleto Gil, Gobernador de San Juan, 1881;
- Carlos Doncel, Gobernador de San Juan, 1884;
- Ángel D. Rojas, Gobernador de San Juan
- Vicente Celestino Mallea,
- Manuel de la Precilla,
- Adán Zavalla.